# Porschelok
Unter Porschelok bekannt geworden sind Lokomotiven für Parkeisenbahnen mit 600 mm Spurweite, die von der Sollinger Hütte Ende der 1950er Jahre gebaut wurden.

## Geschichte
Für die Bundesgartenschau 1959 in Dortmund wurden neuartige Lokomotiven und Züge entwickelt. Zunächst waren vier der heute als „Porscheloks“ bezeichneten Zugmaschinen im Westfalenpark im Einsatz. Dazu standen jeweils drei vierachsige Personenwaggons zur Verfügung. Eine weitere Lok wurde noch im Jahr 1959 ausgeliefert und als Reserve genutzt. Weitere Lokomotiven wurden 1959 zur Parkeisenbahn Saarbrücken geliefert und dort ab 1960 eingesetzt. Die Gestaltung der Frontpartie der Loks war unter Verwendung von Bauteilen des DKW 3=6 an die Optik des Porsche 356 angelehnt, angetrieben wurden sie von einem Porsche-Industriemotor mit 1600 Kubikzentimetern Hubraum und einer Leistung von 56 PS. Insgesamt orientierte sich die Formgebung an dem Ende der 1950er Jahre modernen TEE-Triebzug. Die Bahnen entstanden nach einer Idee des Kaufmanns Henry Escher. Es wurden siebzehn Züge  dieser Bauart gebaut, die auch in späteren Jahren auf weiteren Gartenschaubahnen verkehrten.
| Baujahr | Serie      | Anzahl | Bemerkung                                  |
| ------- | ---------- | ------ | ------------------------------------------ |
| 1959    | 1          | 4      | Henry Escher Dortmund Zug 1–4              |
| 1959    | Vorserie 2 | 1      | Henry Escher Dortmund Zug 7 (Reservelok)   |
| 1960    | 2          | 3      | Grandmontagne Saarbrücken gelb/blau/pink   |
| 1963    | 3          | 2      | Henry Escher Hamburg Zug 8+9 (Express 1+2) |
| 1963    | 3          | 1      | Grandmontagne Saarbrücken dunkelblau       |
| 1967    | 3          | 2      | Henry Escher Karlsruhe Zug 5+6             |
| 1973    | 3          | 4      | Henry Escher Hamburg Zug 10–13             |

## Einsatz

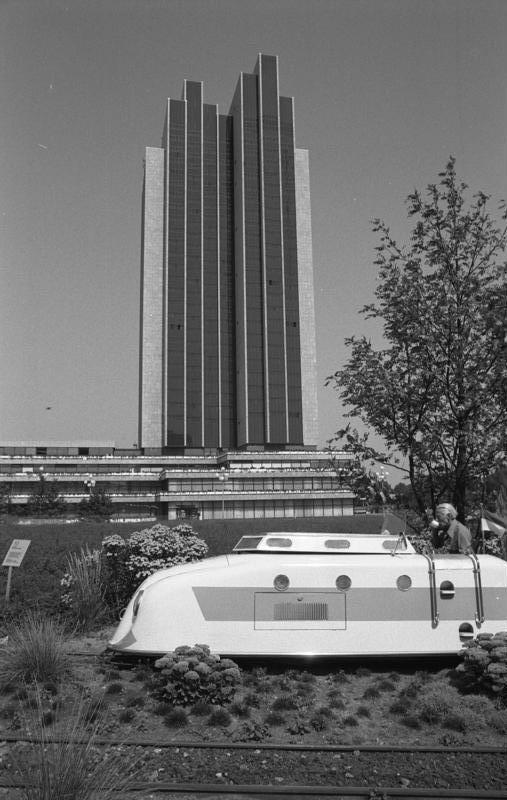
Eine Porschelok auf der IGA 1973 in Hamburg

Die Porscheloks wurden an verschiedenen Standorten, meist initial zu einer Gartenschau, eingesetzt: Dortmund, Westfalenpark, ab Bundesgartenschau 1959 bis 1990, Saarbrücken, Parkeisenbahn Deutsch-Französischer Garten, seit Gartenschau 1960 bis heute, Amsterdam, Amstelpark, Floriade 1972 und 1975 bis heute, Karlsruhe, Schlossgarten (seit BUGA 1967 bis heute; zwischenzeitlich abgestellt), Köln Rheinpark (BUGA 1971 sowie 2001 bis heute), Hamburg IGA 1963 und 1973 (1963 bis 1982), Mannheim Bundesgartenschau 1975, Stuttgart Bundesgartenschau 1977 im Schlossgarten, Bonn Bundesgartenschau 1979 und Ulm Landesgartenschau 1980.
Porschebahnen waren damit über zwei Jahrzehnte festes Merkmal der Bundesgartenschauen und Internationalen Gartenschauen. Ausschließlich für die Bundesgartenschau 1965 in Essen wurde auf der Grugabahn ein anderes Zugmodell mit Gasantrieb entwickelt und in Stuttgart 1961 war die bewährte Killesbergbahn im Einsatz.

## Verbleib

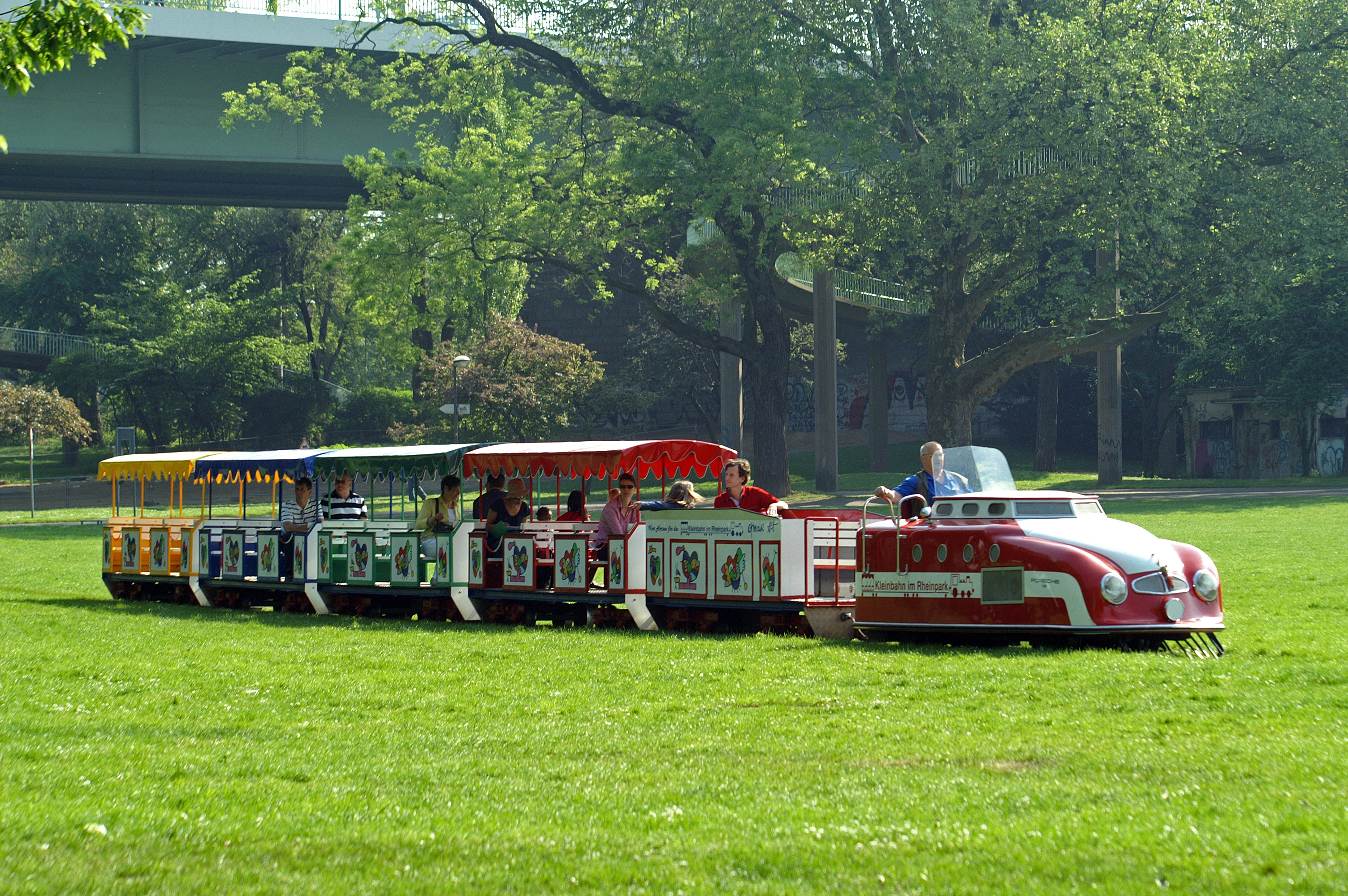
Restaurierte „Porsche-Lok“ im Rheinpark

Einige Porschelokomotiven sind heute noch erhalten und in Betrieb, hierzu zählt die gelbe Porschelok der Schlossgartenbahn Karlsruhe, die rot/weiße Porschelok der Parkeisenbahn Saarbrücken und die rote Porschelok der Kleinbahn Köln. In den Niederlanden ist eine weiß-schwarz lackierte Porschelok im Amstelpark seit der Floriade von 1972 im Einsatz. Der Amsteltrein verfügt zudem noch über originale Wagen, so dass eine komplette Zuggarnitur erhalten ist.
In Amsterdam, Karlsruhe und Köln wird weiterhin jeweils eine Porschelok restauriert.